# Megatón Ye-Ye
Megatón Ye-Ye és una pel·lícula musical espanyola dirigida per Jesús Yagüe Arechavaleta, a l'estil de les pel·lícules britàniques de Richard Lester, que narra la història de grups de nois que volen triomfar musicalment. És considerada la primera musical juvenil genuïnament espanyola. Fou exhibida en la selecció oficial del Festival Internacional de Cinema de Sant Sebastià 1965.

## Sinopsi
La pel·lícula te dues històries paral·leles: per una banda, hi ha la història d'amor entre Juan, un cantant modern, i Elena, una noia de classe mitjana que ha estudiat a Madrid i que marxa a París a treballar i a aprendre francès. L'altra meitat de la pel·lícula correspon a l'arribada a l'estrellat del grup Micky i els Tonys, grup liderat per l'esbogerrat Micky i el seu mànager Fausto. Compta amb cameos de José Luis Uribarri i Luis Sánchez Polack.

## Repartiment
- Juan Erasmo Mochi - Juan
- María José Goyanes - Elena
- Micky y Los Tonys - ells mateixos
- Álvaro de Luna Blanco - Fausto
- Gloria Cámara - Isabel

## Banda sonora
La banda sonora està formada per cançons de Juan Erasmo Mochi i Micky y los Tonys.
1. Sha-La (Micky y los Tonys)
2. Jabón de azufre
3. No comprendo
4. Pretty baby
5. Ivonne (Mochi)
6. Zorongo gitano
7. Tú serás muy feliz
8. Mi verdad
9. Un bel amour
10. Pediré
11. Ya no estás
12. Estoy cansado